# Syd Nomis
Pas d'image ? Cliquez ici

a Compétitions nationales et continentales officielles uniquement.

b Matchs officiels uniquement.
Dernière mise à jour le 29 janvier 2012.
 Sydney Harold Nomis, dit Syd Nomis, né le 15 novembre 1941 à Johannesbourg et mort dans la même ville le 16 juin 2018, est un joueur de rugby à XV sud-africain qui a joué avec l'équipe d'Afrique du Sud évoluant au poste d'ailier.

## Biographie
Syd Nomis évolue avec le Transvaal qui dispute la Currie Cup. Il effectue son premier test match avec les Springboks le 12 août 1967 à l'occasion d'un match contre l'équipe de France. Son dernier test match est effectué contre l'équipe d'Angleterre le 3 juin 1972. De 1967 à 1972 il dispute toutes les rencontres des Springboks, soit 25 matchs consécutifs.

## Statistiques en équipe nationale
- 25 sélections avec l'équipe d'Afrique du Sud
- 18 points (6 essais)
- Sélections par années :  1 en 1967, 6 en 1968, 6 en 1969, 6 en 1970, 5 en 1971, 1 en 1972